# Hürlimann (Traktor)

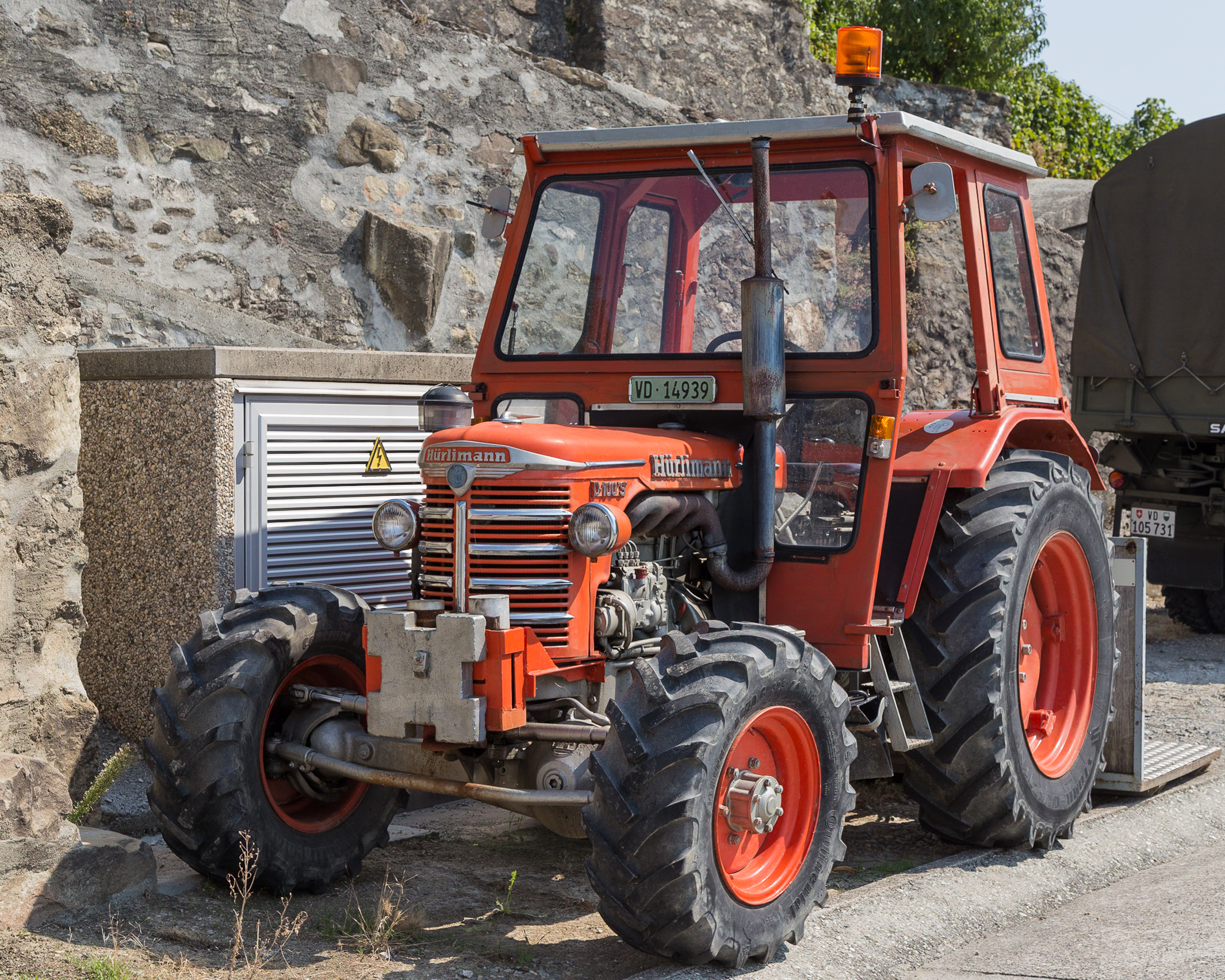
Hürlimann D100S; 2015 noch im Lavaux im Einsatz

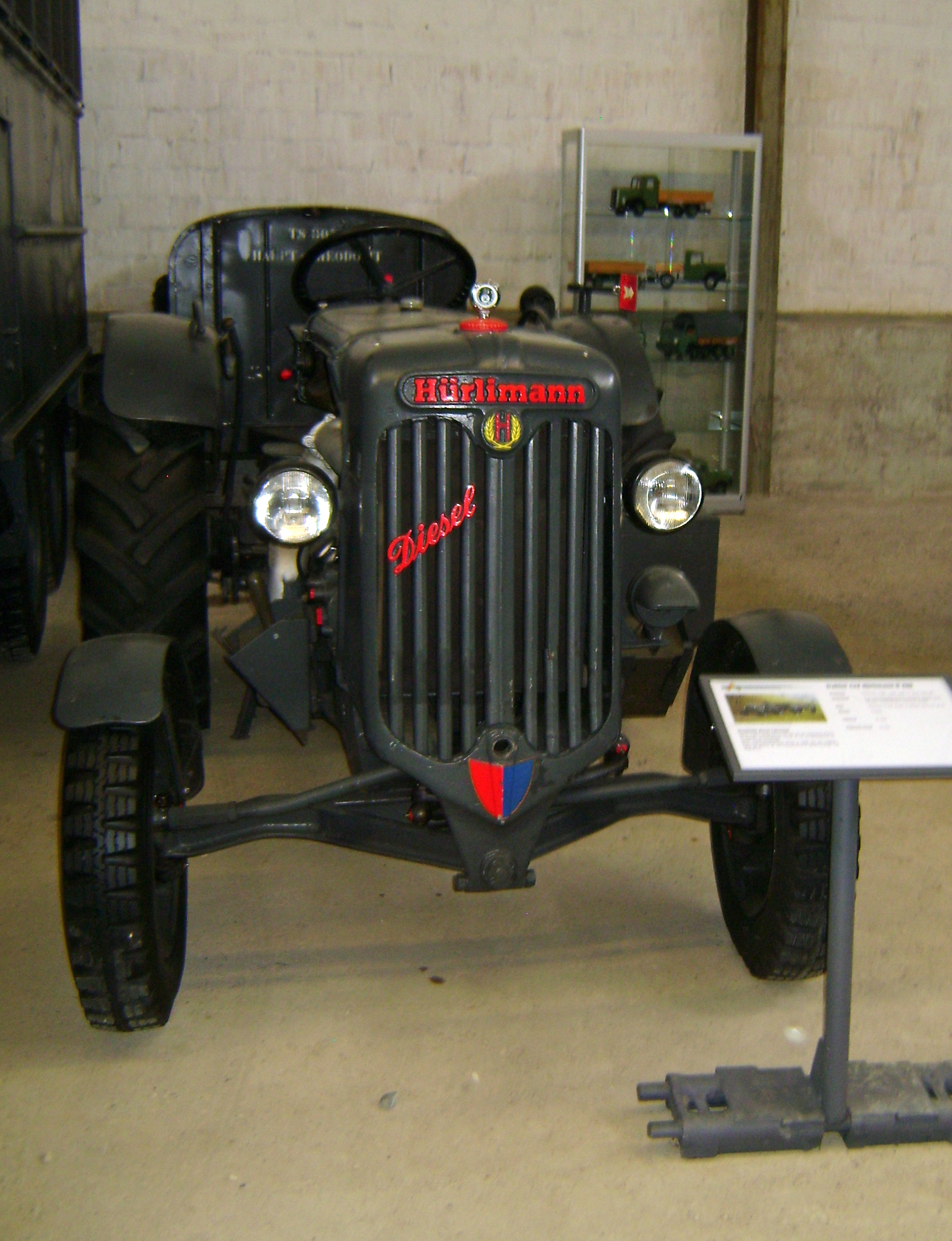
Traktor Hürlimann D-200 im Militärmuseum Full

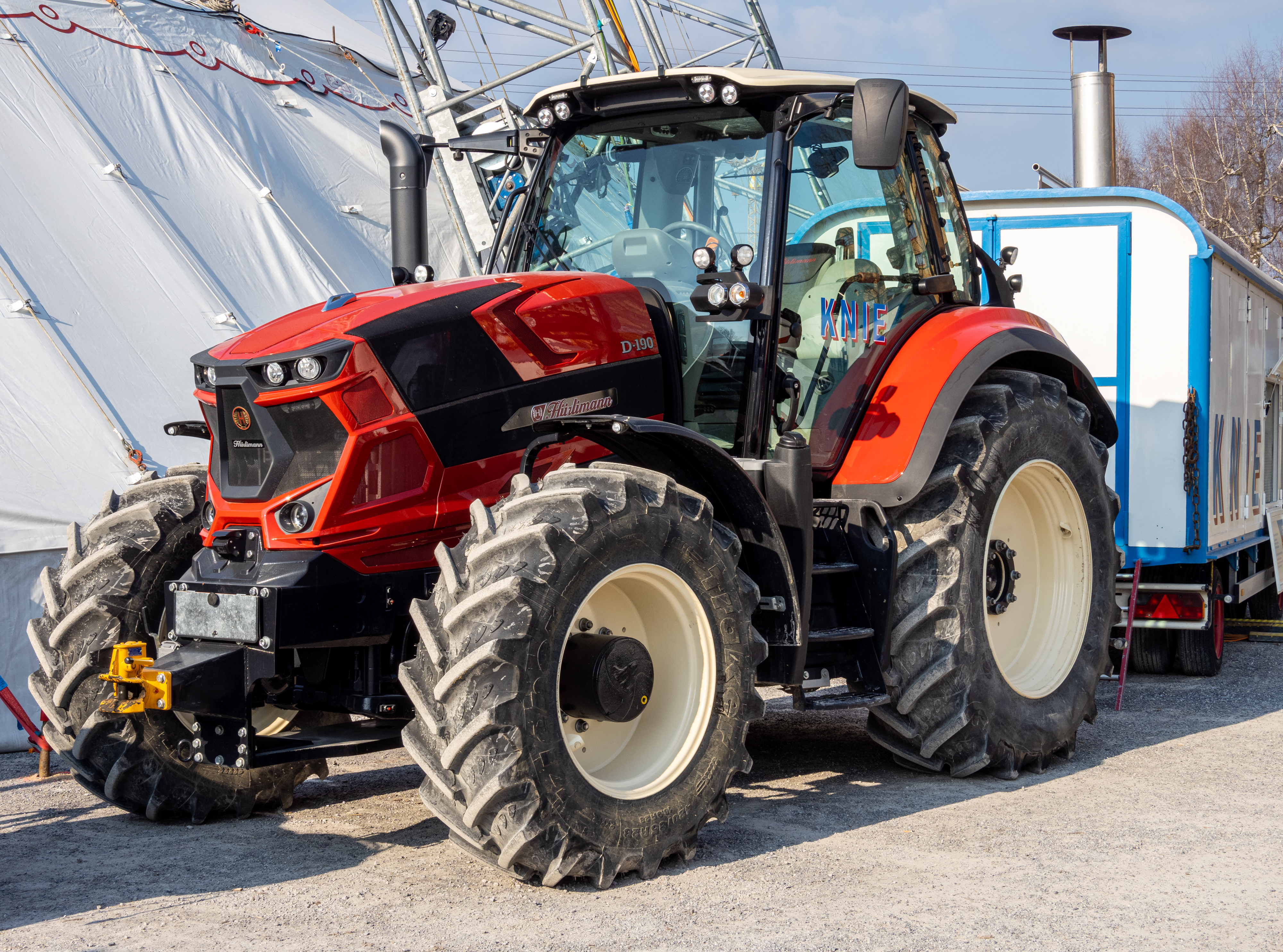
Moderner XL Pro 185 (D-190) aus SDF-Produktion

Hürlimann ist ein Schweizer Traktorenhersteller, der heute zur italienischen SDF-Gruppe gehört.

## Geschichte
Gegründet wurde das Unternehmen 1929 von Hans Hürlimann (* 18. August 1901; † 19. November 1977) in Wil im Kanton St. Gallen. Der erste Traktor besass einen 1-Zylinder-Bernard-Motor mit 8 PS. 
1939 präsentierte Hürlimann eine Weltneuheit: den ersten Dieselmotor mit Direkteinspritzung. Bis Mitte der 1960er-Jahre waren bereits mehr als 10'000 Schlepper verkauft. Unter den Landwirten erwarben sich die Hürlimann-Traktoren den Ruf als kleiner «Rolls Royce». Die meisten Bestandteile der Hürlimann-Traktoren wurden im eigenen Haus gefertigt.
Der Hürlimann D-200, ein 4×2-Traktor mit einem Hürlimann-D200-Diesel-4-Zylinder-4021-cm³-Motor mit 33 kW (45 PS), mit 5-Gang-Getriebe, einem Tankinhalt von 45 Litern und der elektrischen Anlage von 24 V, wurde auch von 1948 bis 1952 in total 121 Stück von der Schweizer Armee beschafft. Die Armee benutzte den D-200 als Zug- und Arbeitsfahrzeug bei Infanterie, Genietruppen, schwerer Fliegerabwehr, Luftschutz und Sanität. Später fanden einige dieser Traktoren weiter Verwendung in den Zeughäusern. Ein Traktor aus dem Zeughausdienst Tessin befindet sich heute im Schweizerischen Militärmuseum Full.
Seit September 1975 gehört das Schweizer Unternehmen zu SAME Lamborghini-Hürlimann (1995 mit der Übernahme von Deutz-Fahr umbenannt in SAME Deutz-Fahr).

## Fussnoten
1. ↑  Peter Müller: Hans Hürlimann. In: Historisches Lexikon der Schweiz.  16. Januar 2008, abgerufen am 31. März 2020.